# Rywka Lipszyc

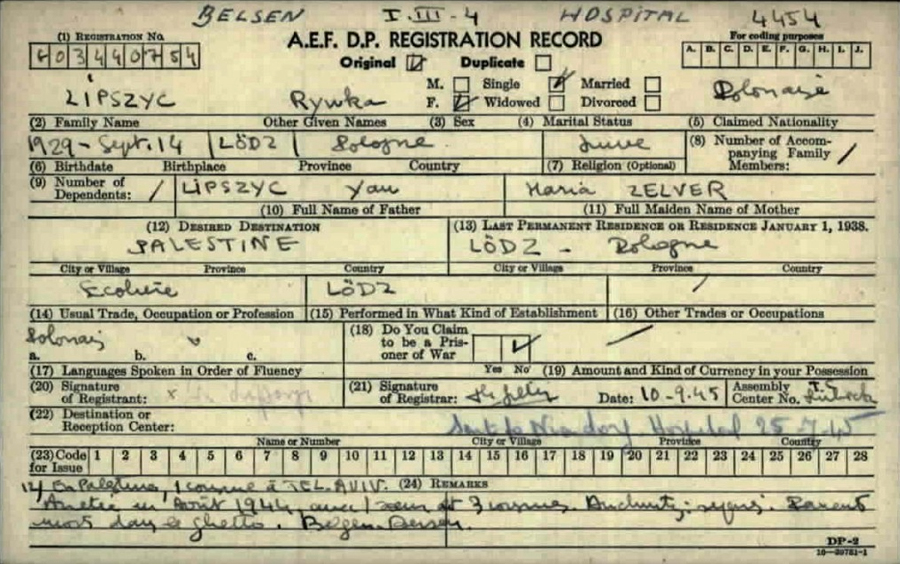
Karta rejestracyjna dla osób wyswobodzonych z obozu Bergen-Belsen, wystawiona z datą 10.09.1945 r. na nazwisko Rywki Lipszyc

Rywka Bajla Lipszyc (ur. 15 września 1929 w Łodzi, zm. 1945? w Niendorf?) – polska nastolatka żydowskiego pochodzenia, więźniarka obozów koncentracyjnych, autorka pamiętnika (dziennika) napisanego w łódzkim getcie.

## Życiorys

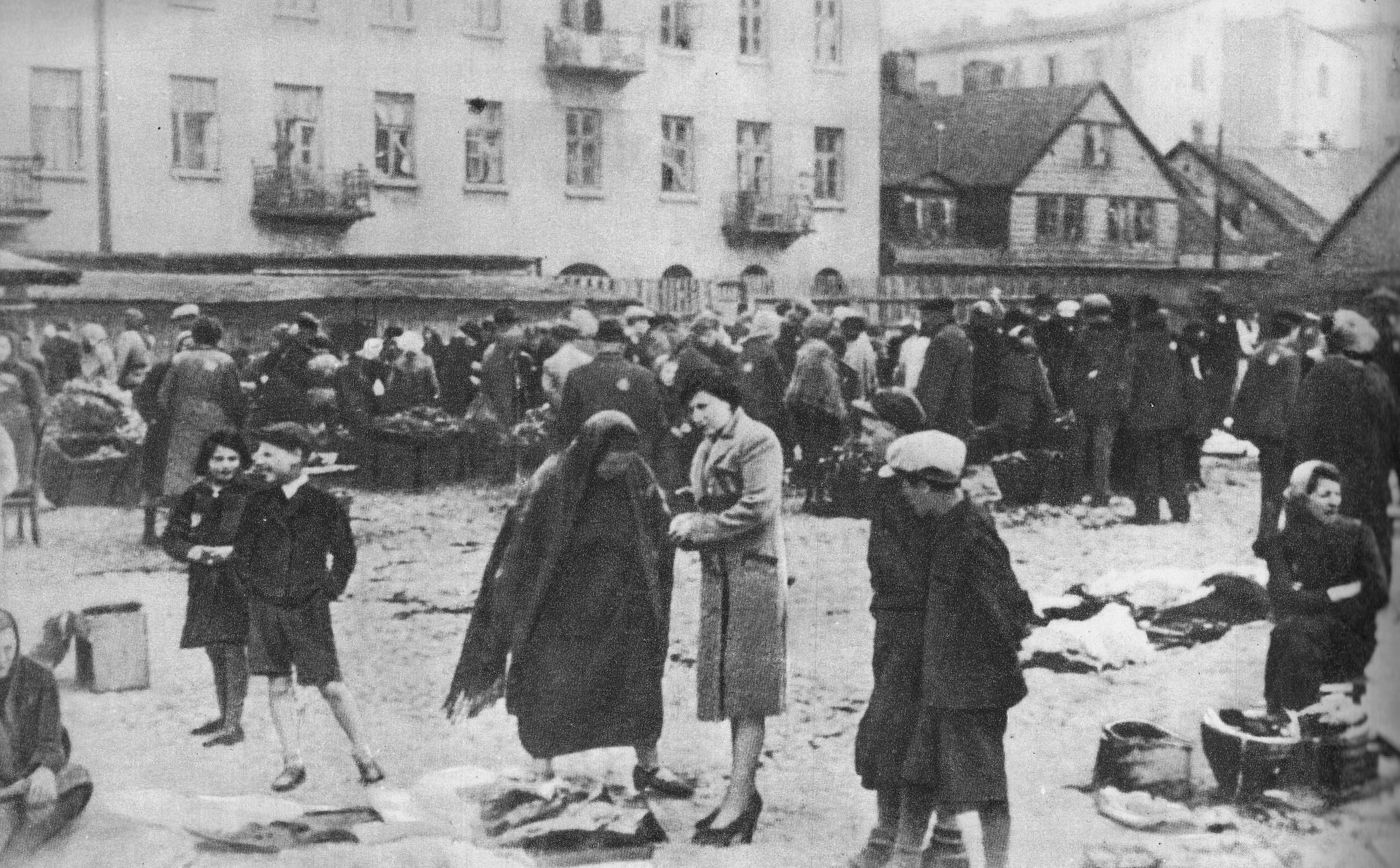
Getto Litzmannstadt - Łódź Bałuty

Rywka była najstarszą z czworga dzieci Jakuba (Jankiela) Lipszyca i Sary Mariem (Miriam Sarah) z domu Zelewer. Rodzina została zamknięta w hitlerowskim getcie w Łodzi po niemieckiej inwazji na Polskę. Matka Rywki sama opiekowała się dziećmi po śmierci pobitego przez Niemca męża  (zmarł 2 czerwca 1941 r.). Wkrótce także Sara zmarła (8 lipca 1942 r.) z powodu zapalenia płuc i niedożywienia. Opiekę nad dziećmi przejęła ciotka Chaja Iska Segał związana z rodzinami naczelnych rabinów w Łodzi. Po śmierci Chai, opiekę przejęła jej córka Estera, wówczas 20-letnia.
Rywka została deportowana do obozu koncentracyjnego Auschwitz-Birkenau w sierpniu 1944 r. wraz ze swoją siostrą Cyporą i trzema kuzynkami: Estusią (Ester), Hanusią (Hanna) i Minią (Mina). Cypora została uśmiercona w komorze gazowej zaraz po przyjeździe. Rywka została zmuszona do pracy z komando kobiecym. Tuż przed nadciągającym frontem radzieckim została wysłana wraz z trzema kuzynkami do obozu Gross-Rosen i była przetrzymywana w Christianstadt (dzisiejsze Krzystkowice), jednym z siedmiu podobozów dla kobiet z Polski, Węgier, Francji, Holandii i Belgii, kopiących fortyfikacje przeciwczołgowe. Prawdopodobnie razem z kuzynkami pracowała tam w Dynamit A.G. Nobel, przy produkcji granatów. Stamtąd przeniesiono ją ponownie − szła w marszu śmierci do obozu koncentracyjnego Bergen-Belsen, gdzie 15 kwietnia 1945 r. została wyzwolona wraz z Esterą i Miną, wychudzona i chora.
W lipcu 1945 r. Rywka Lipszyc została przeniesiona z nowego szpitala ratunkowego Bergen-Belsen dla wyswobodzonych, poprzez obóz przejściowy w Lubece, do szpitala w Niendorf w Niemczech. Umieszczano tam tych, którzy byli zbyt chorzy na dalszą ewakuację. Ostatnim dokumentem z jej nazwiskiem znalezionym przez  International Tracing Service (Międzynarodowa Służba Śledcza) była karta rejestracyjna z 10 września 1945 r. Nie znaleziono świadectwa śmierci Rywki, chociaż według zeznań Miny Boier z 1955 r. (Minia z Dziennika Rywki), zmarła ona tego dnia, mając 16 lat.
Chana zmarła na tyfus, natomiast Mina i Estera zostały przetransportowane na leczenie do Szwecji.

## Dziennik
Dziennik Rywki zawiera 112 stron (56 kartek zeszytu szkolnego w kratkę) w języku polskim, zapiski wprowadzane były między 3 października 1943 a 12 kwietnia 1944  Do pisania pamiętnika zachęciła ją osiem lat starsza koleżanka, Surcia. Dziewczynka opisywała swoje koleżanki, rodzinę, bardzo przestrzegane religijne obrzędy, trud życia w getcie (dźwiganie węgla w przemoczonych butach, głód), nadzieję na koniec wojny i zamieszkanie w Palestynie.
Pamiętnik znalazła w ruinach III krematorium obozu Auschwitz-Birkenau w czerwcu 1945 lekarka Armii Czerwonej Zinaida Berezowskaja, która zabrała dokument ze sobą do Związku Radzieckiego. Po jej śmierci pamiętnik wraz z innymi pamiątkami zatrzymał syn. Gdy i on zmarł, zapiski Rywki ostatecznie przejęła wnuczka Zinaidy, Anastazja Berezowskaja, mieszkająca od 1991 roku na emigracji w Stanach Zjednoczonych. Dopiero po ponad 10 latach skontaktowała się z Holocaust Center w San Francisco, by w 2008 roku opowiedzieć o znalezisku.
Wobec wątpliwości, jak to możliwe, że dziennik przetrwał pomimo rewidowania więźniów po przybyciu do obozu, za prawdopodobną uważa się wersję wydarzeń, w myśl której członek Sonderkommando wyrzucił dziennik do śmieci, a potem ktoś ukrywał zapiski aż do likwidacji obozu, co miało miejsce w przypadku kilku innych manuskryptów.

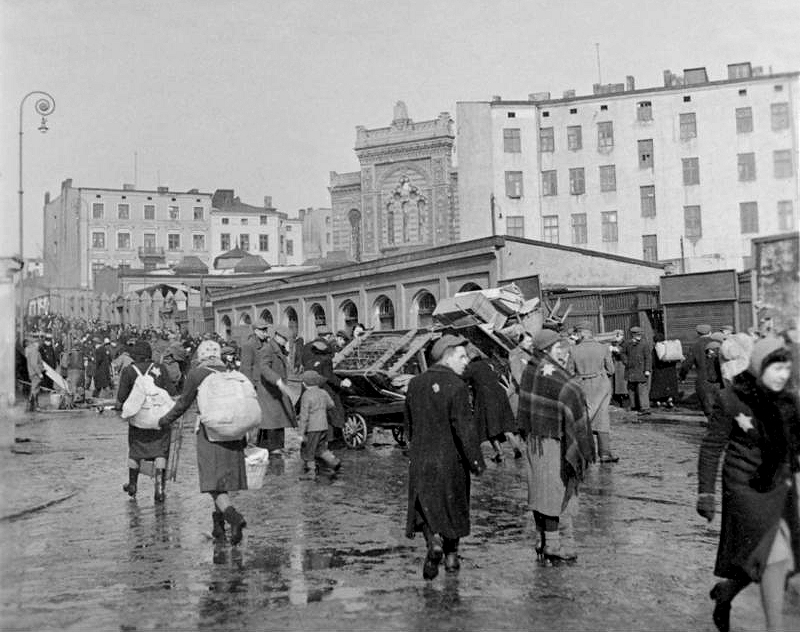
Deportacja Żydów z łódzkiego getta, 1940 r.

Pamiętnik został zredagowany przez Aleksandrę Zapruder i wydany po angielsku w 2014 roku przez „Jewish Family and Children’s Services of San Francisco Holocaust Center”, we współpracy z Lehrhaus Judaica z siedzibą w Berkeley.  Ten przejmujący zapis życia w getcie ukazał się pod tytułem The Diary of Rywka Lipszyc. Tłumaczenie na angielski jest autorstwa Małgorzaty Markoff, komentarzem opatrzyła wydawnictwo Ewa Wiatr z Centrum Badań Żydowskich Uniwersytetu Łódzkiego. Dziennik został też przetłumaczony na języki: portugalski, fiński, niemiecki, hiszpański, kataloński, czeski, słowacki i francuski.
Dopiero w  2017 zapiski Rywki wydano w oryginalnym języku polskim w wydawnictwie Austeria jako: Rywka Lipszyc, „Dziennik z getta łódzkiego”. Wstęp i opracowanie naukowe są autorstwa Ewy Wiatr. Od tego czasu odbyło się wiele spotkań poświęconych zarówno publikacji, jak i samemu dziennikowi, osobie Rywki i widzenia Holokaustu z perspektywy dorastającej dziewczyny. Ewa Wiatr otrzymała za publikację Nagrodę Historyczną Polityki.
W dniu 26.01.2019 w ramach obchodów Międzynarodowego Dnia Pamięci o Ofiarach Holokaustu w Centrum Dialogu i Modlitwy w Oświęcimiu, we współpracy m.in. z Koret Foundation, została otwarta wystawa Żydowskiego Muzeum Galicja, „Dziewczyna z pamiętnika. W poszukiwaniu Rywki z łódzkiego getta”.

Ach, jaka cudowna pogoda! [..] I właśnie teraz gdy mi się nasuwa ta myśl że jesteśmy wszystkiego pozbawieni, żeśmy niewolnikami, wtedy całą siłą woli staram się ją odgonić i nie psuć sobie tej chwilki radości życia. Jakie to jednak trudne! Ach, Boże, jak długo jeszcze. Myślę że jak już będziemy wyzwoleni to wtedy będzie dopiero dla nas taka prawdziwa wiosna. Ach, tak jest mi już tęskno do tej wielkiej i drogiej Wiosny...

## Rodzina Rywki Lipszyc
| Imię i nazwisko                     | Pokrewieństwo      | Data urodzenia       | Losy                                             |
| ----------------------------------- | ------------------ | -------------------- | ------------------------------------------------ |
| Jankiel Lipszyc                     | ojciec             | 14 października 1898 | zmarł w łódzkim getcie 2 czerwca 1941            |
| Miriam Sarah (Zelewer) Lipszyc      | matka              | 15 grudnia 1902      | zmarła w łódzkim getcie 8 lipca 1942             |
| Rywka Lipszyc                       |                    | 15 września 1929     | zmarła prawdopodobnie 10 września 1945           |
| Abram Ber (Abramek) Lipszyc         | brat               | 13 stycznia 1932     | deportowany do obozu w Chełmnie w sierpniu 1942  |
| Cypora Lipszyc                      | siostra            | 9 października 1933  | zmarła w obozie w Auschwitz w sierpniu 1944      |
| Estera (Tamarcia) Lipszyc           | siostra            | 10 września 1937     | deportowana do obozu w Chełmnie we wrześniu 1942 |
| Kuzyni                              |                    |                      |                                                  |
| Jochanan Lipszyc                    | wuj, brat Jankiela | 31 października 1894 | deportowany do obozu w Chełmnie we wrześniu 1942 |
| Hadassah/Chaja Iska (Segał) Lipszyc | ciotka             | 8 marca 1903         | zmarła w łódzkim getcie 11 lipca 1943            |
| Estera (Estusia) Lipszyc            | kuzynka            | 31 października 1923 | zamieszkała w Izraelu                            |
| Chana (Hanusia) Lipszyc             | kuzynka            | 3 stycznia 1925      | zmarła w obozie Bergen-Belsen w kwietniu 1945    |
| Mina (Minia) Lipszyc                | kuzynka            | 18 czerwca 1926      | zamieszkała w Izraelu                            |